# Malý Slivník
Malý Slivník (in ungherese Kisszilva) è un comune della Slovacchia facente parte del distretto di Prešov, nella regione omonima.